# Elektronisch orgel
Een elektronisch orgel, ook wel digitaal orgel of elektronium genoemd, is een elektronisch toetsinstrument. Tegenwoordig zijn er eigenlijk twee soorten elektronische orgels: orgels die proberen het geluid van een pijporgel zo realistisch mogelijk na te bootsen, en het populaire elektronische orgel, dat vooral in de populaire muziek wordt gebruikt.
Een elektronisch orgel bestaat uit een of meer klavieren, meestal twee, maar soms wel vijf, een pedaal en verder nog een of meer zwelpedalen waarmee het volume van het geluid bepaald wordt. Naast de officiële benaming zwelpedaal gebruiken veel organisten de term gaspedaal.

## Ontwikkeling

### Oscillatoren
De eerste elektronische orgels wekten hun tonen op door middel van toongeneratoren met elektronenbuizen, zoals het Magic Organ van Cor Steyn. Later werden transistoren gebruikt en toen de miniaturisering in de elektronica verder doorzette kon met microschakelingen, zoals geïntegreerde circuits, hetzelfde worden bereikt.
In de vroegste uitvoeringen was er voor elk van de twaalf stamtonen een toongenerator (stamoscillator) en werden door frequentiedeling daaruit de andere octaven gevormd. Een probleem hierbij was, dat door temperatuurverschillen in en buiten het orgel de tonen konden verlopen, zodat veelvuldig gestemd moest worden. Later werd gewerkt met één oscillator met één stamfrequentie, waaruit de twaalf stamtonen konden worden opgewekt. 
Door gebruik van allerlei elektronische hulpschakelingen konden effecten worden verkregen, zoals tremolo, vibrato, galm. 

### Digitaal orgel
Toen de digitalisering zijn intrede deed, was er veel meer mogelijk, waardoor het digitale orgel ontstond met bijna onbeperkt veel mogelijkheden, zoals gespeelde stukken herhalen (sequencer), het koppelen van manualen. Tevens was men verlost van de warmteproductie door de elektronica, die geregeld onderhoud nodig maakte.
Met de introductie van het digitale orgel, dat zo goed mogelijk het kerkorgel benadert, is het zelfs mogelijk een oud pijporgel te vervangen. Ook de uitgebreide registratie is van tevoren in te stellen door deze te programmeren. Direct en snel van register wisselen is dan mogelijk, waar dit voorheen onmogelijk was. Dit alles kan uiteraard alleen in kleine kerken, die uit kostenbesparing ervoor kiezen geen dure restauratie uit te laten voeren.

### Hybride orgel
Een bestaand klein kerkorgel kan men tegen niet al te hoge kosten elektronisch uitbreiden met meer registers. De geluidvoortbrenging geschiedt dan met luidsprekers of luidsprekerzuilen. Dan wordt gesproken van een hybride orgel. 
In een grote kerk of kathedraal zal men nog altijd het mechanische of pneumatische pijporgel blijven gebruiken.

## Klassiek elektronisch orgel

### Sampling technologie
Klassieke elektronische orgels, ook wel bekend als digitale orgels, zijn bedoeld als alternatief voor het pijporgel, of als digitale speeltafels waarmee bestaande pijpen zijn te bespelen. De ontwikkeling van deze orgels heeft de laatste twintig jaar een hoge vlucht genomen en veel kerken zien deze orgels tegenwoordig als een alternatief voor een echt pijporgel. De gebruikte technologie is tegenwoordig van zo'n niveau dat men het geluid van een pijporgel vrij goed kan imiteren. Maar er zijn ook organisten die stellen dat er geen goede vervanger is van het pijporgel en dat men met een elektronisch orgel de klank hooguit kan proberen na te bootsen, maar dat men daar tot nu toe nog niet in is geslaagd. Toch zijn er tegenwoordig in veel kerken die zich geen pijporgel kunnen veroorloven, elektronische orgels geplaatst. Ook in kapellen van ziekenhuizen of revalidatiecentra staan vaak elektronische orgels. 
Er zijn veel merken actief in de verkoop, productie en ontwikkeling van digitale orgels. In de Verenigde Staten zijn dat bijvoorbeeld Allen, Rodgers, Phoenix en Wyvern, in Nederland bijvoorbeeld Content, Johannus en Eminent.  Uit Duitsland komt Ahlborn, Italië heeft Viscount als digitale orgelbouwer en het Verenigd Koninkrijk herbergt Makin.
Het digitaal orgel is in feite geen elektronisch orgel, daar het geen gebruik maakt van oscillatoren voor het opwekken van geluid, maar samples (monsters) gebruikt van digitaal opgenomen geluid van de pijpen van een echt orgel. Dit geluid wordt daarna via elektronische weg zodanig bewerkt, dat het echte orgelgeluid wordt benaderd, inclusief de specifieke galm van het kerkgebouw, waarin dat orgel zich bevindt. Iemand met een geoefend oor zal echter het verschil in geluid kunnen horen.
Een speciale uitvoering van een digitaal orgel met hoog geavanceerde sampletechnologie, waarbij elke noot wordt opgenomen, is het virtueel pijporgel, waarbij Hauptwerk en GrandOrgue de bekendste softwareprogramma's zijn.

### Physical modelling technologie
Naaste de sampling technologie ontwikkelde Viscount ook een vernieuwende physical modelling technologie in hun 'Physis'-series.

## Populair elektronisch orgel

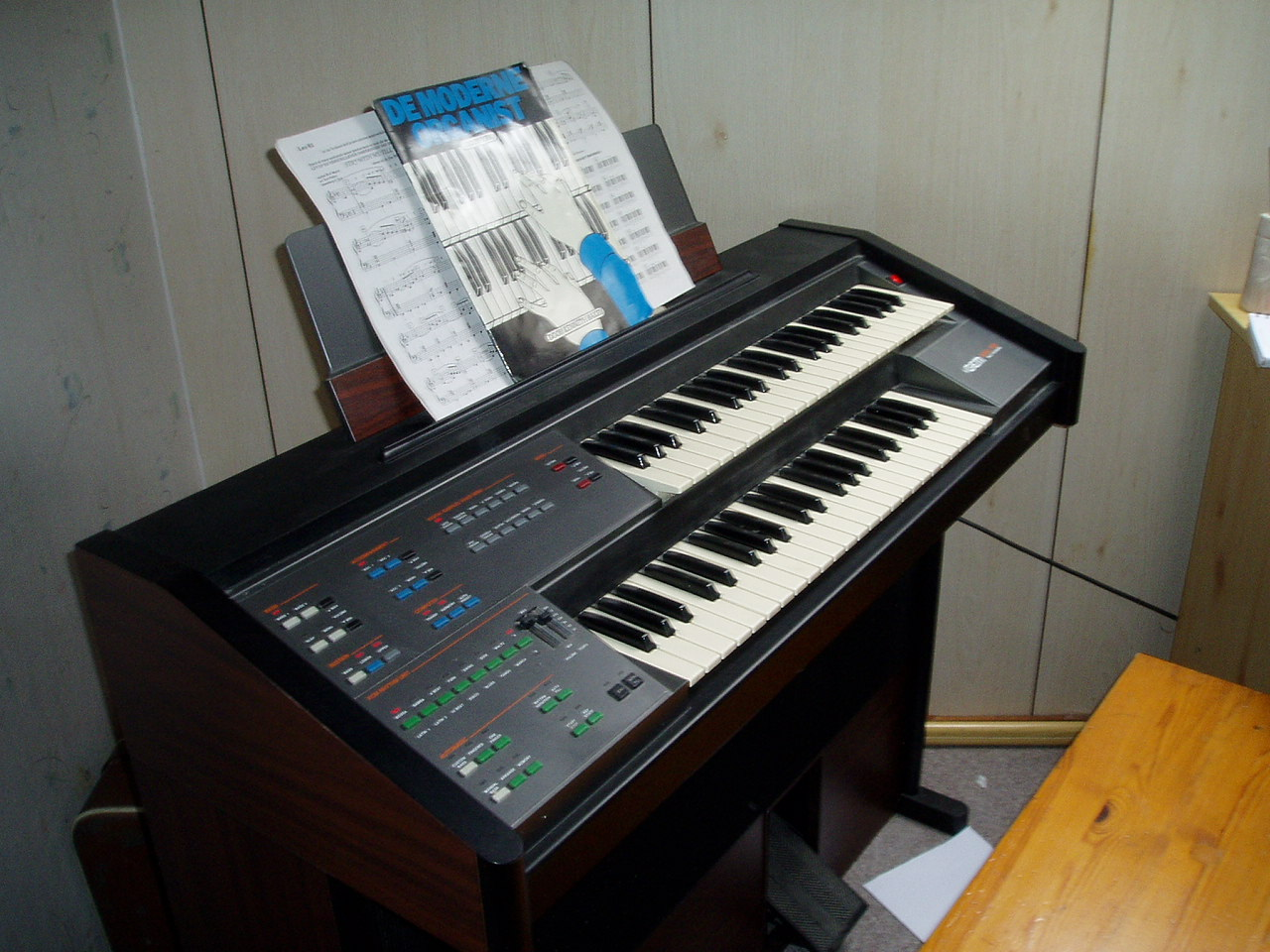
Een General Music GEM MK-10 populair elektronisch orgel

Het populaire elektronische orgel behoort zowel tot de flexibelste instrumenten (mogelijkheden van klank, muziekstijl, ...) als tot de volledigste instrumenten (organist kan in zijn eentje een compleet muziekstuk ten gehore brengen, met ritmesectie, begeleidingssectie en melodie).
Het hart van een hedendaags elektronisch orgel is een synthesizer, die volgens een bepaald model geluid opwekt. Indien een toets of een pedaal wordt ingedrukt, wordt de betreffende toonhoogte gegenereerd.
Aanvankelijk werkten populaire elektronische orgels analoog. Sinds eind jaren 70 beschikken orgels over een digitale synthesizer-chip. De digitalisering heeft voor een explosie in de mogelijkheden gezorgd. Oorspronkelijk probeerde men elektronische orgels zoveel mogelijk als een orgel te laten klinken. Door de digitalisering werd het mogelijk om zeer krachtige synthesizers te bouwen en waren allerlei geluiden zoals piano's, violen, gitaren en zowat al het denkbare geen probleem meer.
Een andere belangrijke toevoeging was een drumcomputer, een hulpmiddel om in de maat te spelen en om moderne muziek van drums te voorzien.
In de loop der tijd is het aantal functies steeds verder toegenomen. Enkele functies die op moderne elektronische orgels kunnen vóórkomen:
- Aanslaggevoelige toetsen, hiermee kan men net als bij een piano met de snelheid waarmee de toets wordt ingedrukt de geluidssterkte (en vaak ook de klank) regelen. Vaak kan de aanslaggevoeligheid naar wens in- of uitgeschakeld worden. Met ingeschakelde aanslaggevoeligheid laat het elektronisch orgel zich als piano bespelen, uitgeschakeld als pijporgel.
- Een met de rechterknie bedienbare klep die tot gevolg heeft dat de tonen nagalmen.
- Schakelaars op het zwelpedaal, waarmee opdrachten aan de drumcomputer gegeven kunnen worden.
- Met de voeten bedienbare schakelaars waarmee men tijdens het spelen van configuratie kan veranderen.
- Opslagmedia zoals diskettestations of zelfs harde schijven, waarmee:
  - geluiden zelf gemaakt kunnen worden of geluiden gemaakt door anderen in het orgel geladen kunnen worden.
  - een opnamefunctie gerealiseerd wordt.

### Populariteit
Door de populariteit van dit orgel in de jaren 50, 60 en 70 van de twintigste eeuw, werden er in Nederland en België talrijke orgelclubs opgericht.